# 진호 (1990년)
진호(본명: 김진호, 1990년 7월 6일 ~ )는 대한민국의 가수이다.

## 학력
- 연세대학교 화공생명공학과

## 음반
- 2014년 똑같은 말 (듀엣 영탁)
- 2014년 호텔킹 OST Part 3
- 2015년 그날 우린 (듀엣 이은아)
- 2015년 너도 그렇게 걸어줘 (듀엣 영탁)
- 2016년 차올라
- 2016년 초코뱅크 (네이버 웹드라마) OST - Part 5